# Senones (volk)

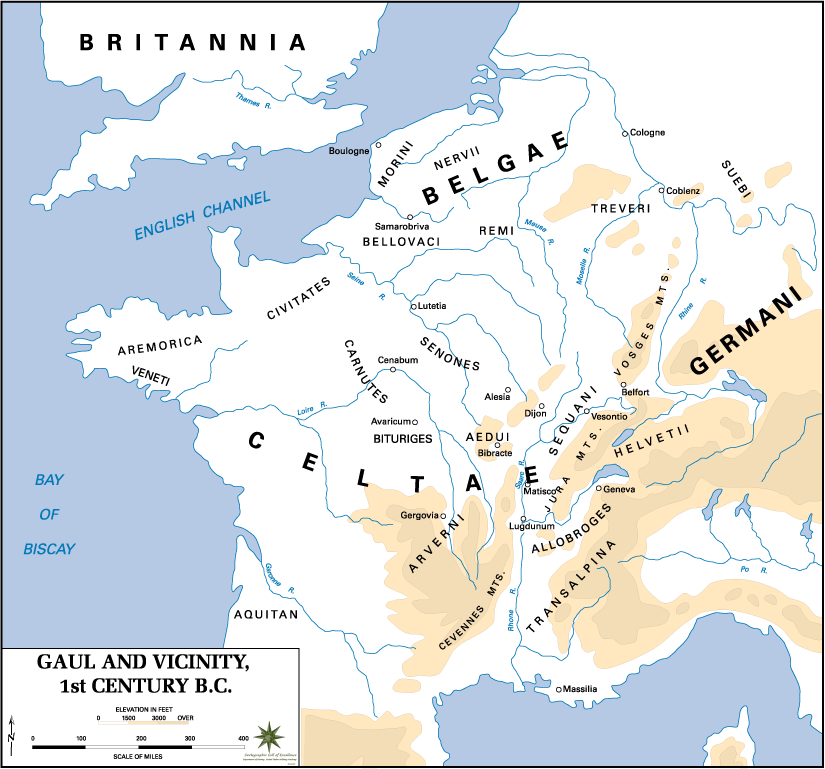
Gallië rond de 1e eeuw v.Chr., met het centraal gelegen gebied van de Senones, in de omgeving van Lutetia (Parijs)

De Senones (misschien betekenend de “Ouden”) waren een Gallische stam die op twee momenten in de geschiedenis van zich deed spreken. Hun hoofdstad was Agedincum Senonum, het huidige Sens. Hun woongebied bevatte het gebied van de Sequana (de huidige Seine) bij Lutetia (het huidige Parijs).

## De invasie vanItaliëin de vierde eeuw v. Chr
De Gallische aanvoerder Brennus trok in het begin van de vierde eeuw voor Chr. Italië binnen. De coalitie van onder andere Insubres, Cenomani, Boii, Lingones en Senones stak de Alpen over en versloeg al snel de in Noord-Italië verblijvende Etrusken.
Op hun strooptocht (want zo moet de tocht van de Keltische stammen waarschijnlijk beoordeeld worden) kwamen de Senones voor de poorten van Clusium (het huidige Chiusi). Volgens de – in dit geval niet echt zekere – bronnen werd de Romeinen om bemiddeling gevraagd. Daartoe stemden zij in, maar kozen daarbij zo nadrukkelijk de kant van Clusium (een van de Romeinse “bemiddelaars” zou zelfs een Keltisch stamhoofd hebben gedood) dat de Senones zich tegen Rome keerden. Ze braken het beleg van Clusium af en trokken naar Rome.
Rome werd nu rechtstreeks bedreigd en moest zich verdedigen. Bij de Allia, een zijrivier van de Tiber kwam het tot een treffen (18 juli, 390 v.Chr. of 387 v.Chr.). Het Romeinse leger bestond waarschijnlijk uit twee legioenen van pakweg samen 10.000 man. De Senones beschikten misschien over 30.000 soldaten (over aantallen soldaten of gesneuvelden zijn bronnen nooit betrouwbaar).
De Romeinen waren blijkbaar geen partij voor de geoefende Keltische soldaten en werden verslagen. Rome werd voor een groot deel geplunderd en pas na het betalen van een hoge losprijs vertrokken Brennus en zijn mannen uit Rome. Een groot deel van het volk der Senonen vestigde zich blijvend in Noord-Italië, in de streek tussen Forlì en Ancona.
In de daarop volgende tijd  verbeterde Rome zijn verdediging. Er werd een muur gebouwd en men begon zich toe te leggen op de ontwikkeling van nieuwe wapens en nieuwe strijdtactieken. Echter pas in 283 v.Chr. wisten de Romeinen zich te wreken op de Senones. Die trokken vanuit hun Italiaanse woonplaats opnieuw  op tegen de  Etrusken. Toen greep Rome wel adequaat in: bij Telamon (in het huidige Etrurië) kwam het tot een veldslag. De Senones werden hier verpletterend  verslagen en hun Italiaanse woongebied werd als Ager Gallicus door de Romeinen geannexeerd.  Andere Gallische stammen, in de Povlakte,  bleven echter nog tientallen jaren een grote bedreiging voor Italië vormen. De definitieve Romeinse afrekening met het in Frankrijk achtergebleven deel van de Senones volgde in de eerste eeuw v.Chr.

## De opstand van de Galliërs tegen de Romeinen
Nadat Vercingetorix in 53 v.Chr. de opstand tegen de Romeinen was begonnen en het eerste succes van de plundering van Romeinse inwoners van Cenabum (Orléans) bekend werd, waren de Senones samen met de Parisii en andere West-Gallische stammen de eersten om Vercingetorix te steunen. De Senones zouden daartoe mede overgegaan zijn nadat zij hun aanvoerder Cavarinus (die door Caesar was aangesteld) hadden verbannen.
In 52 v.Chr. ondernam Caesar een serieuze aanval op de Gallische opstandelingen. Hij zelf zette de aanval in op Vercingetorix terwijl zijn legatus Titus Labienus zijn legioenen op de Senones en de Parisii richtte. Caesar kreeg het moeilijk bij Gergovia en verloor uiteindelijk die strijd, maar Labienus was succesvol, zij het na zware strijd. De Senones en Parisii werden verslagen en Noord-Gallië lag nu onder bereik van de Romeinse legioenen.
In 51 v.Chr. volgde er nog één laatste bedreiging van de Romeinen door de Senones onder leiding van Drappes. Nadat deze was gevangengenomen en zelfmoord had gepleegd verdwenen de Senones uit de geschiedenis.

## Primaire bronnen
- Julius Caesar, Commentarii de bello Gallico
- Titus Livius, Ab Urbe Condita
- Polybius, Historia